# ريزدنت إيفل 7: بايوهازرد
ريزدنت إيفل 7: بايوهازرد؛ ريزدنت إيفل: الخطر الحيوي (بالإنجليزية: Resident Evil 7: Biohazard)‏ (باليابانية: バイオハザード7 レジデント イービル) هي لعبة فيديو من نوع رعب البقاء من تطوير ونشر كابكوم، والتي أصدرتها في يناير عام 2017 لويندوز، وإكسبوكس ون، وبلاي ستيشن 4، ثم تم إصدارها في مايو عام 2018 لأجهزة ننتندو سويتش، كما أنها تدعم بلاي ستيشن في آر، حيث تدعم اللغة العربية. اللعبة هي الجزء 23 ضمن سلسلة ريزدنت إيفل، والجزء الأول الذي يترك نمط منظور الشخص الثالث لتكون اللعبة الرئيسية الأولى من منظور الشخص الأول. ابتعدت اللعبة عن سابقاتها في السلسلة، مثل ريزدنت إيفل 5 وريزدنت إيفل 6، والتي اشتهرت بالطابع الحركي، أما رزيدنت إيفل 7 إتجه مصمموها إلي أصول الرعب في السلسلة، واهتموا بإحياء عناصر قديمة للسلسلة من ألغاز، وعدد محدود من الشخصيات. يتحكم اللاعب بإيثان ونترز بطل القصة الذي يبحث عن زوجته المفقودة، ليقوده البحث إلي منزل ومزرعة عائلة بيكر التي يتضح أنها بالغة التوحش والهمجية، ويقاتل اللاعب وحوشا مختلفة ويحل الألغاز ليتقدم في اللعبة.
ريزدنت إيفل 7 هي أول لعبة كاملة مصممة باستخدام محرك أر. إي. إنجن المصنع من قبل كابكوم. قام كوشي ناكانيشي مخرج لعبة ريزدنت إيفل: ريفيليشنز بقيادة فريق التطوير. كانت ريزدنت إيفل 7 قد قُدِّمَت على أنها لعبة فيديو تجريبية ذات الاسم كِتْشِن، قبل سنة من إعلانها خلال معرض الترفيه الإلكتروني 2016. رأي النقد اللعبة خطوة لإستئناف نجاح السلسلة، مادحين أسلوب اللعب، والتصميمات، والرسوميات (جرافيكس)، في حين انتقدوا معارك الوحوش الرئيسية، وكذلك نهاية اللعبة. حصلت نسخة البلايستيشن في آر علي تقييمات إيجابية بها بعض النقد حول تقليل دقة الشاشة وعدم الارتياح الجسماني أثناء اللعب. في مارس 2018 كانت قد بيع ما يتجاوز خمسة ملايين نسخة حول العالم، الرقم الذي جعلها في المرتبة الخامسة بين أكثر ألعاب كابكوم من حيث الإيرادات. اللعبة مسبوقة بالنسخة التجريبية التقنية كِتْشِن وكذلك النسخة التجريبية بيغِنِنِغ آور، ومتبوعة بعدة محتويات قابلة للتحميل أهمها: باند فوتيدج #1، باند فوتيدج #2، نوت أ هيرو، وذا إند أوف زوي.

## أسلوب اللعب
يتحكم اللاعب بإيثان ونترز من منظور الشخص الأول في بحثه عن زوجته المفقودة في منزل قديم مهمل. إيثان شخص مدني غير مدرب على القتال، ولكن في أثناء اللعبة يستطيع الحصول على أسلحة عديدة كالمسدسات، والبنادق، وقاذفات النيران، والمناشير الجنزيرية ضد عدة مخلوقات متحولة منها آل بيكر وكذلك الأشخاص الذين هم تحت سيطرة نوع من العفن المشار اليهم في اللعبة باسم مولدِد، ويستطيع اللاعب صد الهجمات لتقليل الضرر الموقع عليه. في كثير من الأوقات يكون اللاعب مطاردًا من قبل أحد أعضاء العائلة، وفي حالة المواجهة معه أو معها يمكن فقط هزيمته مؤقتًا، أو يمكن تجنب المواجهة عن طريق التسلل أو الهرب.
على غرار الأجزاء السابقة، فقد تركز أسلوب اللعب في الرعب والاستكشاف عوضا عن الحركة. يستخدم المخزون نظام شبكي يقوم على عدد من المساحات المحددة سعته البدائية هي 12 وحدة يمكن للاعب أن يحدثها خلال اللعب. أكبر مساحة يحتلها غرض ما هي وحدتين، ويمكن تعيين أربع أغراض للاستخدام كحد أقصى. توجد أماكن آمنة في اللعبة تحوي صناديق تخزين يمكن وضع الأغراض بها واستعادتها لاحقًا من أي صندوق تخزين أخر. كذلك تتيح هذه الأماكن إمكانية التسجيل، ولا تدخلها الوحوش.

## القصة

### بيغننغ آور
تبدأ أحداث بيغننغ آور قبل زمن اللعبة الرئيسية بقليل، وأيضًا بشخصية مختلفة، حيث يقوم كلانسي ورجلان أخرين من فريق تصوير باستكشاف المنزل المهجور الخاص بعائلة بيكر، حتى ينتهي الأمر بهم إلى الأسر وقتل الرجلان، ولا يتضح ماذا يحدث لكلانسي بعد ذلك.

### أحداث اللعبة
يتلقى إيثان رسالة من زوجته ميا تطلب منه أن يأتي لمدينة دولفي بلويزيانا لكي يأخذها، لكن عندما يذهب إلى هناك يجدها مسجونة في قبو غريب في منزل مهجور فيحررها، ولكنه يكتشف أنها أصبحت عدائية بصورة غير طبيعية، ويجدها تهاجمه بشراسة؛ فيضطر لطعنها بفأس وقتلها. يتلقى إيثان مكالمة هاتفية من شخصية تدعى زوي ترشده للخروج قبل أن تفاجئه ميا مجددًا وتقطع يده. يقتل إيثان زوجته للمرة الثانية ثم يفاجئه الأب جاك بيكر ويأسره. يلمح إيثان زوي وقد دبَّست يده إلى ذراعه، ثم يفيق ليجد نفسه على طاولة الأكل مع أعضاء العائلة: جاك الأب، ومارجريت الأم، ولوكاس الابن، وسيدة عجوز ترقد على كرسي متحرك وفي حالة جامود. يتبين له التوحش غير الطبيعي لدى العائلة، فيحاول الهرب حين تسنح له الفرصة، لكنه يصبح مطارد من جاك الذي يشفى جسمه بسرعة خارقة. يكتشف إيثان في القبو مخلوقات مشوهة وعدائية تسمى مولدِد. تخبر زوي إيثان بأنها ابنة جاك، وبأن عائلتها وميا جميعهم مصابون بفيروس يمكن معالجته بمصل خاص. يذهب إيثان إلى بيت العائلة القديم ليعثر على مكونات المصل ويقاتل مارجريت في أثناء ذلك حتى تموت، وتأتيه رؤى عن طفلة صغيرة. يكتشف إيثان أن لوكاس قد خطف ميا وزوي، ثم يرغم لوكاس إيثان على دخول حفلة من تصميمه مليئة بالألغاز والفخاخ. ينجح إيثان في النجاة وإيجاد ميا وزوي بينما يهرب لوكاس. تصنع زوي جرعتين من المصل قبل أن يهجم عليهم جاك الذي حوله الفيروس إلى كائن ضخم مشوه، فيستخدم إيثان جرعة من المصل عليه؛ ويقتله بسبب تأخر مرحلة الفيروس.
يُرغَم إيثان على الاختيار بين معالجة ميا أو زوي: عند اختيار ميا، تودع زوي الاثنان بمرارة وهم يركبان قاربًا للمغادرة. يبدأ إيثان في السؤال عن الأحداث ثم يري الاثنان حطام قريب لسفينة قبل أن يصطدم القارب بشيء يوقعهما في الماء. عند اختيار زوي، يعد إيثان ميا بإرسال المساعدة ثم يركب هو وزوي القارب ويتركان ميا مكسورة القلب. بعد قليل تخبر زوي إيثان بأن الفيروس أصاب العائلة بعد قدوم ميا وفتاة صغيرة تدعى إيفيلين حين رست سفينة كبيرة محطمة على شاطئ قريب. تمنع إيفيلين هروب الاثنان بقتلها لزوي، وتتم إطاحة إيثان في الماء. في كلتا الحالتين تنتقل اللعبة إلى ميا التي تدخل السفينة المهجورة لإنقاذ إيثان بينما تأتيها هلوسات تتحكم بها إيفيلين. بعد فترة تتذكر ميا ماضيها وأنها كانت عميلة سرية لشركة قد طورت إيفيلين كسلاح بيولوجي، وكانت مهمة ميا وعميل أخر هي نقل إيفيلين بسرية على متن السفينة، لكن إيفيلين تهرب، وتقتل العميل الأخر، ثم تُغرِق السفينة. أصابت إيفيلين ميا بالفيروس في محاولة لكي تجعل ميا والدتها.
بعد استعادة ذاكرتها، تجد ميا زوجها وتحرره. في حالة إنقاذ ميا، تضحي ميا بنفسها لتنقذ إيثان وتعطيه الوقت، أما في حالة إنقاذ زوي، تتمكن إيفيلين من السيطرة على ميا فيُجبَر إيثان على قتلها. يتجه إيثان من السفينة إلى منجم استخراج ملح حيث يجد معملًا سريًا ويعرف أن إيفيلين هي سلاح بيولوجي يستطيع إصابة الكائنات الأخرى بنوع من العفن يتحكم في عقل الكائن، ويصور له هلوسات، ويسلب إرادته؛ فينتج عنه جنون المريض، وتحوله لأشكال مختلفة، وقدرته الخارقة على العلاج. يتبين هوس إيفيلين بمفهوم العائلة، الأمر الذي دعاها لإصابة ميا وآل بيكر وكذلك إغراء إيثان للمجيء. يحضِّر إيثان في المعمل سُمًّا لقتل إيفيلين، ويرجع إلى منزل آل بيكر. يواجه إيثان بعض الهلوسات حتى يصل لإيفيلين الطفلة ويحقنها بالسم، فتتوقف الهلوسات وتظهر إيفيلين بصورتها الحقيقية، فهي المرأة العجوز على الكرسي المتحرك والتي قابلها إيثان عدة مرات. تتحول إيفيلين ببشاعة لوحش عملاق، ويقاتلها إيثان حتى تأتي طائرة مروحية ويُرمى منها مسدس لإيثان يمكن به من قتل إيفيلين أخيرًا، ويقوم فريق عسكري، بقيادة كريس ريدفيلد، بإخراج إيثان على متن المروحية الحاملة شعار مؤسسة أمبريلّا.

## التطوير
بعد إصدار ريزدنت إيفل 6 ، أجرت كابكوم مناقشات داخلية بشأن الإصدار التالي، وظهرت نسخة أولية من اللعبة، تم تطويرها في عام 2013، على طريقة لعب أكثر توجهاً نحو الحركة، مشابهة لتلك الموجودة في ريزدنت إيفل 6. ومستوحاة من فيلم ذا إيفل ديد عام 1981، قرر المطورون تقليص اللعبة إلى مكان واحد واستخدامها منظور الشخص الأول ليغمر اللاعبين ويعيد السلسلة إلى جذورها المتمثلة في رعب البقاء. بدأ التطوير في فبراير 2014. وتم بناء اللعبة على محرك ألعاب مخصص، يسمى محرك RE ، والذي يتضمن أدوات تطوير الواقع الافتراضي (VR). كما تم اتخاذ قرار جعل اللعبة من منظور الشخص الأول قبل النظر في الواقع الافتراضي بوقت طويل؛ بدأ تطوير الواقع الافتراضي في أكتوبر 2015، والذي تم إنشاء فريق منفصل من أجله. ويتطلب إدخال تقنية الواقع الافتراضي أن يكون الملمس أكثر تفصيلاً، مع التخلص من الملمس المسطح وأحجام الكائنات غير الدقيقة التي تم استخدامها سابقًا.
قبل عام من إعلان اللعبة، قدمت كابكوم للحاضرين في E3 2015 عرضًا تجريبيًا للواقع الافتراضي تحت عنوان الرعب من منظور الشخص الأول، KI7CHEN ، والذي يعمل على نفس المحرك. بينما كانت ريزدنت إيفل 7 قيد التطوير منذ فترة طويلة، كان يُنظر إلى KI7CHEN على أنها فرصة لتقييم كيفية تلقي محرك RE وقدرات VR الخاصة به. كتلميح لعلاقة العرض التوضيحي بريزدنت إيفل 7، تم تصميم شعار KI7CHEN بالحرف "T" بحيث يشبه "7"، لكنه لم يلاحظه أحد إلى حد كبير. في تقرير الشركة المتكامل لعام 2015، تم التأكيد على قسم التطوير ريزدنت إيفل في كابكوم للتركيز على خلق تجارب لسوق VR ، والتي تضمنت محرك VR الجديد والألعاب للجيل الثامن من وحدات التحكم.
تم توجيه اللعبة بواسطة كوشي ناكانيشي، الذي قاد في السابق ريزدنت إيفل: ريفليشنز ، وقاد فريق تطوير يضم حوالي 120 موظفًا. لأول مرة في السلسلة، أصبح مصمم السرد غربيًا - ريتشارد بيرسي، كاتب مجموعتي توسعة F.E.A.R. وأحد مصممي السرد في إسبك أوبس: ذا لاين. في وقت الكشف عن اللعبة، كان التطوير قد اكتمل بنسبة 65٪ تقريبًا. وتم إنشاء بعض نماذج المخلوقات في ريزدنت إيفل 7 لأول مرة في شكل مادي - عدد منها من لحوم حقيقية - بواسطة فنانين مكياج، ليتم مسحها بعد ذلك من خلال استخدام مساحة تصويرية. طورت هذه التقنية أكثر من نصف الأصول العامة للعبة. تم تكوين أصوات اللعبة من قبل الملحن الرئيسي في أكيوكي موريموتو وميواكو تشينوني وساتوشي هوري، مع مساهمات إضافية من كريس فيلاسكو وبريان دي أوليفيرا. الأغنية الرئيسية، وهي نسخة مرتبة من الأغنية الشعبية الأمريكية التقليدية "Go Tell Aunt Rhody"، كتبها مايكل أ. ليفين وأداها جوردان راين. كانت ماريانا باريتو، ابنة ليفين، هي الخيار الأصلي، لكن انتهى بها الأمر بأداء غناء في الخلفية. مرت الأغنية بحوالي 20 نسخة حتى اكتمالها. [24] تم إصدار مقطع صوتي رقميًا بواسطة Sumthing Else Music Works جنبًا إلى جنب مع اللعبة في 24 يناير.

## الاستقبال
| استقبال |                                        |
| --- | -------------------------------------- |
| مجموع النقاط المجموع نقاط ميتاكريتيك (PC) 83/100 [ 12 ] (PS4) 86/100 [ 13 ] (XONE) 86/100 [ 14 ] نتائج المراجعة نشرة نقاط دستركتويد 10/10 [ 15 ] إلكترونك غيمينغ مونثلي 9.5/10 [ 16 ] غيم إنفورمر 8.5/10 [ 17 ] غيم سبوت 8/10 [ 18 ] غيمز رادار [ 19 ] جاينت بومب [ 20 ] آي جي إن 7.7/10 [ 21 ] بي سي غيمر (الولايات المتحدة) 90/100 [ 22 ] بوليغون 9/10 [ 23 ] |                                        |
| مجموع النقاط |                                        |
| المجموع | نقاط                                   |
| ميتاكريتيك | (PC) 83/100 (PS4) 86/100 (XONE) 86/100 |
| نتائج المراجعة |                                        |
| نشرة | نقاط                                   |
| دستركتويد | 10/10                                  |
| إلكترونك غيمينغ مونثلي | 9.5/10                                 |
| غيم إنفورمر | 8.5/10                                 |
| غيم سبوت | 8/10                                   |
| غيمز رادار | [ 19 ]                                 |
| جاينت بومب | [ 20 ]                                 |
| آي جي إن | 7.7/10                                 |
| بي سي غيمر (الولايات المتحدة) | 90/100                                 |
| بوليغون | 9/10                                   |

تلقت اللعبة تقييمات إيجابية بشكل عام وفقًا لميتاكريتيك. وتم إدراج ريزدنت إيفل 7 في القوائم المرقمة لأفضل ألعاب الفيديو في عام 2017: المركز الأول في«أفضل اللعبة رعب على الإطلاق» والمركز السادس في قائمة أفضل 25 لعبة لعام 2017 لدى غيمز رادار والمركز الخامس لدى بيزنس إنسايدر. أدرجها موقع Vulture.com ضمن أفضل ألعاب الفيديو لهذا العام. ومجلة بلاي ستيشن الرسمية - المملكة المتحدة أدرجتها في المرتبة الرابعة كأفضل لعبة بلاي ستيشن VR. صنفت إنترتينمنت ويكلي اللعبة في المرتبة الثالثة على قائمتها لـ «أفضل ألعاب 2017» ، واحتلت لدى بوليغون المرتبة الخامسة في قائمة أفضل 50 لعبة لعام 2017 ، واحتلت لدى EGMNow المرتبة السابعة في قائمة أفضل 25 لعبة لعام 2017 ، بينما احتلت في قائمة يورو غيمر المرتبة 14 لدى قائمتها لـ «أفضل 50 لعبة لعام 2017». في جوائز اختيار قارئ أفضل لعبة لعام 2017 ، جاءت في صدارة «أفضل لعبة VR»، حيث حصلت على جائزة«أفضل لعبة أكشن VR لعام 2017».

### المبيعات
شحنت اللعبة أكثر من 2.5 مليون وحدة في جميع أنحاء العالم بعد أيام من الإصدار، بينما تجاوز الإصدار التجريبي 7.15 مليون عملية تنزيل. وكان لرقم الشحنة المتواضع تأثير على سعر سهم كابكوم، الذي انخفض بأكثر من ثلاثة في المائة بعد بورصة طوكيو. كانت لعبة الفيديو الأكثر مبيعًا في المملكة المتحدة خلال أسبوع إصدارها وفقًا لـ Chart-Track ، وهي ثالث أفضل ظهور لأول مرة في تاريخ ريزدنت إيفل خلف ريزدنت إيفل 5 (7.1 مليون) و ريزدنت إيفل 6 (6.6 مليون). تم بيع 200000 نسخة أيضًا من خلال ستيم خلال ذلك الوقت. واحتلت المرتبة الأولى في الرسوم البيانية اليابانية للأسبوع المنتهي في 29 يناير ؛ بلغ إجمالي مبيعات بلاي ستيشن 4 187306 نسخة، أي 58.9 بالمائة من شحنتها الأولية. في شهر كانون الثاني (يناير) في الولايات المتحدة، باعت ريزدنت إيفل 7 أكبر عدد من مبيعات أي لعبة فيديو.
في 1 فبراير، أبلغت كابكوم مستثمريها أن اللعبة قد استعادت ميزانيتها، بينما ظلت على رأس جدول مبيعات المملكة المتحدة في أسبوعها الثاني واحتلت المرتبة الثانية كأفضل لعبة فيديو مبيعًا في الولايات المتحدة، خلف فور أونور. وبحلول أبريل 2017 ، باعت ريزدنت إيفل 7 إلى 3.5 مليون نسخة في جميع أنحاء العالم، أقل من توقعات كابكوم البالغة 4 ملايين نسخة. في مايو 2017 ، أعطت كابكوم اللعبة توقع مبيعات مدى الحياة بعشرة ملايين نسخة، مستشهدة بالمراجعات الإيجابية والتسويق والمحتوى القابل للتنزيل كعوامل مساهمة. دخلت اللعبة في المراكز العشرة الأولى من «ألقاب كابكوم البلاتينية» التي تجاوزت مليون نسخة مباعة، وبحلول سبتمبر 2018 ، بلغ إجمالي المبيعات 5.7 مليون، والتي ارتفعت إلى 6 ملايين بحلول ديسمبر، و 7.5 مليون نسخة مبيعة بحلول مارس 2020. ووصلت إلى 7.9 مليون نسخة مبيعة بحلول يونيو 2020.

## التكملة
تم الكشف رسمياً عن تكملة بعنوان ريزدنت إيفل فيلدج خلال حدث الكشف عن بلاي ستيشن 5 ، ومن المقرر إطلاقها في 7 مايو 2021 .تم تعيين اللعبة بعد سنوات قليلة من أحداث ريزدنت إيفل 7 ، وتتميز بمنظور الشخص الأول جنبا إلى جنب مع إيثان وينترز وكريس ريدفيلد.

## وصلات خارجية
- ريزدنت إيفل 7: بايوهازرد على موقع IMDb (الإنجليزية)

- الموقع الرسمي